# Nelešovice
Nelešovice (in tedesco Nelleschowitz) è un comune della Repubblica Ceca facente parte del distretto di Přerov, nella regione di Olomouc.